# Erik Ågren (Boxer)
Erik Alfred Ågren (* 3. Januar 1916 in Ytterselö, Gemeinde Strängnäs; † 3. Juli 1985 in Hägersten) war ein schwedischer Boxer. Er gewann bei den Olympischen Spielen 1936 in Berlin die Bronzemedaille im Leichtgewicht und war Vize-Europameister 1939 in Dublin im Weltergewicht.

## Werdegang
Erik Ågren begann als Jugendlicher zusammen mit seinen Brüdern Oskar, Carl und Ture mit dem Boxen. Er boxte für Narva BK. Seine Trainer dort waren Olof Johansson und in der schwedischen Nationalmannschaft, in die er bald aufrückte, Arvid „Lunkan“ Lundquist.
Als 20-jähriger Newcomer mit dem Spitznamen „Jerka“ qualifizierte er sich 1936 für die Teilnahme an den Olympischen Spielen in Berlin. Er startete dort im Leichtgewicht. In seinen ersten Kämpfen siegte er jeweils nach Punkten über Lorenzo Delgado, Mexiko, Mario Facchin, Italien und Andrew Scrivani aus den USA. Im Halbfinale traf er auf Nikolai Stepulov aus Estland und verlor knapp nach Punkten. Im Kampf um die Bronzemedaille, die damals noch ausgeboxt wurde, wurde er kampflos Sieger über Poul Kops aus Dänemark.
1937 startete Erik Ågren auch bei der Europameisterschaft in Mailand. Er stand wieder im Leichtgewicht und besiegte in seinem ersten Kampf den Olympiasieger von Berlin Imre Harangi aus Ungarn klar nach Punkten. Im Viertelfinale verlor er aber gegen Herbert Nürnberg aus Deutschland und kam so zu keiner Medaille.
Im Jahre 1938 gelang ihm anlässlich eines Länderkampfes Schweden gegen Deutschland in Stockholm ein Punktsieg über den starken Heinrich Heese aus Düsseldorf. Bei einem Ausscheidungsturnier für die europäische Boxmannschaft, die zu Vergleichskämpfen in die Vereinigten Staaten reisen sollte, unterlag er allerdings 1938 in Berlin gegen Herbert Nürnberg durch KO in der 1. Runde.
1939 war Erik Ågren bei der Europameisterschaft der Amateure in Dublin im Weltergewicht am Start. Er siegte dort im Viertelfinale über Konstantins Tjasto aus Lettland durch KO in der 1. Runde und bezwang im Halbfinale Robert Thomas aus England nach Punkten. Im Finale unterlag er dem Polen Antoni Kolczyński und gewann damit die EM-Silbermedaille.
1940 vertrat Erik Ågren Europa auf einer Wettkampfreise in die USA. Er boxte dort zweimal. In Chicago unterlag er gegen Savior Canadeo nach Punkten und in Nashville siegte er über Charles Easley nach Punkten. Erik Ågren stand auch 1941 in Stockholm in der schwedischen Mannschaft gegen Deutschland und siegte dort im Leichtgewicht über Horst Garz aus Magdeburg nach Punkten.
Erik Ågren wurde in den Jahren 1937 bis 1941 schwedischer Meister im Leichtgewicht. 1942 unterlag er im Finale im Weltergewicht gegen Börje Wretman nach Punkten.

## Länderkämpfe
- 1936 in Oslo: Norwegen gegen Schweden, Punktniederlage gegen Fredrik Johansen,
- 1937 in Stockholm: Schweden gegen Norwegen, techn. KO-Sieger in der 3. Runde über Rolf Paulsen,
- 1938 in Stockholm: Schweden gegen Deutschland, Punktsieger über Heinrich Heese,
- 1938 in Oslo: Norwegen gegen Schweden, Punktsieger über Kaare Barsten,
- 1939 in Stockholm: Schweden gegen Norwegen, Punktsieger über Gunnar Hansen,
- 1939 in Helsinki: Finnland gegen Schweden, techn. KO-Sieger über Ahti Lehtinen,
- 1939 in Oslo: Norwegen gegen Schweden, Disq.-Sieger 3. Runde über Ingolf Relling,
- 1940 in Chicago: USA gegen Europa, Punktniederlage gegen Savior Canadeo,
- 1940 in Nashville: USA gegen Europa, Punktsieger über Charles Easley,
- 1941 in Stockholm: Schweden gegen Deutschland, Punktsieger über Horst Garz